# Departamento de Dja-Et-Lobo
Dja-Et-Lobo es un departamento de la región Sur de Camerún. En noviembre de 2005 tenía una población censada de 196 951 habitantes.
Está formado por los siguientes municipios:
- Bengbis 13,075
- Djoum 18,050
- Meyomessala 31,366
- Meyomessi 9,227
- Mintom 6,130
- Oveng 6,007
- Sangmélima 82,513
- Zoétélé 30,583